# Demephion
Demephion ist ein Gemisch zweier chemischer Verbindungen (Demephion-S und Demephion-O) aus der Gruppe der Thiophosphorsäureester. Bei der Herstellung entstehen beide Isomere (das Thion- und Thiolisomer) gleichzeitig.
| Gefahrensymbol |

| Gefahrensymbol |

## Verwendung
Demephion wurde seit 1955 als Insektizid verwendet und war bis 1979 in der DDR zugelassen. In Deutschland, Österreich und der Schweiz sind keine Pflanzenschutzmittel mit diesem Wirkstoff zugelassen.